# Ommatius wilcoxi
Ommatius wilcoxi là một loài ruồi trong họ Asilidae. Ommatius wilcoxi được Bullington & Lavigne miêu tả năm 1984. Loài này phân bố ở vùng Tân Bắc giới.